# Prefettura apostolica di Weihai
La prefettura apostolica di Weihai (in latino: Praefectura Apostolica Veihaiveiensis) è una sede della Chiesa cattolica in Cina. Nel 1950 contava 4.150 battezzati su 3.000.000 di abitanti. La sede è vacante.

## Territorio
La prefettura apostolica comprende parte della provincia cinese dello Shandong.
Sede prefettizia è la città di Weihai.

## Storia
La missione sui iuris di Weihaiwei (Weihai) fu eretta il 18 giugno 1931 con il breve Litteris Apostolicis di papa Pio XI, ricavandone il territorio dal vicariato apostolico di Zhifou (oggi diocesi di Yantai).
Il 9 febbraio 1938 la missione sui iuris è stata elevata al rango di prefettura apostolica con la bolla Merito ad maiorem dello stesso papa Pio XI.

## Cronotassi dei vescovi
Si omettono i periodi di sede vacante non superiori ai 2 anni o non storicamente accertati.
- Louis Prosper Durand, O.F.M. † (29 gennaio 1932 - 14 giugno 1938 nominato vescovo titolare di Sebela)
- Cesaire Stern, O.F.M. † (2 giugno 1939 - 28 marzo 1949 dimesso)
- Edward Gabriel Quint, O.F.M. † (27 gennaio 1950 - 1983 deceduto)

## Statistiche
La prefettura apostolica nel 1950 su una popolazione di 3.000.000 di persone contava 4.150 battezzati, corrispondenti allo 0,1% del totale.
| anno | popolazione | popolazione | popolazione | presbiteri | presbiteri | presbiteri | presbiteri                | diaconi | religiosi | religiosi | parrocchie |
| anno | battezzati  | totale      | %           | numero     | secolari   | regolari   | battezzati per presbitero | diaconi | uomini    | donne     | parrocchie |
| ---- | ----------- | ----------- | ----------- | ---------- | ---------- | ---------- | ------------------------- | ------- | --------- | --------- | ---------- |
| 1950 | 4.150       | 3.000.000   | 0,1         | 6          |            | 6          | 691                       |         |           | 2         |            |